# 薩默塞特郡
萨默塞特郡（發音：/ˈsʌmɚˌsɛt/ ⓘ）是英國英格蘭西南部的郡，北臨布里斯托灣。此郡有兩個城市，巴斯是最大城市，而韋爾斯則是另一城市；位於南部的湯頓是第一大鎮（亦是郡治），濱海韋斯頓是第二大鎮，約維爾是第三大鎮；北薩默塞特是第一大區。
森麻實是一個佈滿高山的鄉村郡，例如有門迪普山，匡托克山和埃克斯穆爾國家公園，還有大片平原，包括薩默塞特平原。證據顯示，這兒在新石器時代已有人類居住。
森麻實是34個非都市郡之一，實際管轄5個非都市區，佔地3,451平方公里（第12），有518,700人口（第25）；如看待成48個名譽郡之一，它名義上包含多2個單一管理區─巴斯-東北森麻實、北森麻實，佔地增至4,171平方公里（第7），人口增至895,700（第22）。

## 行政區劃

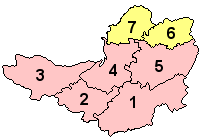
1. 南森麻實
2. 湯頓迪恩
3. 西森麻實
4. 塞奇高沼
5. 門迪普
6. 巴斯和東北薩默塞特（單一管理區）
7. 北索美塞特（單一管理區）

森麻實郡是非都市郡，實際管轄5個非都市區：南森麻實（South Somerset）、湯頓迪恩（Taunton Deane）、西森麻實（West Somerset）、塞奇高沼（Sedgemoor）、門迪普（Mendip）；如看待成名譽郡，它名義上包含多2個單一管理區：巴斯-東北森麻實（Bath and North East Somerset）、北森麻實（North Somerset）。

## 地理
下圖顯示英格蘭48個名譽郡的分佈情況。森麻實郡東北（左半部）與布里斯托相鄰，東北（右半部）與格洛斯特郡相鄰，東與渭州郡相鄰，東南與多實郡相鄰，西南接德雲郡相鄰，北臨布里斯托灣。

森麻實郡 - Somerset
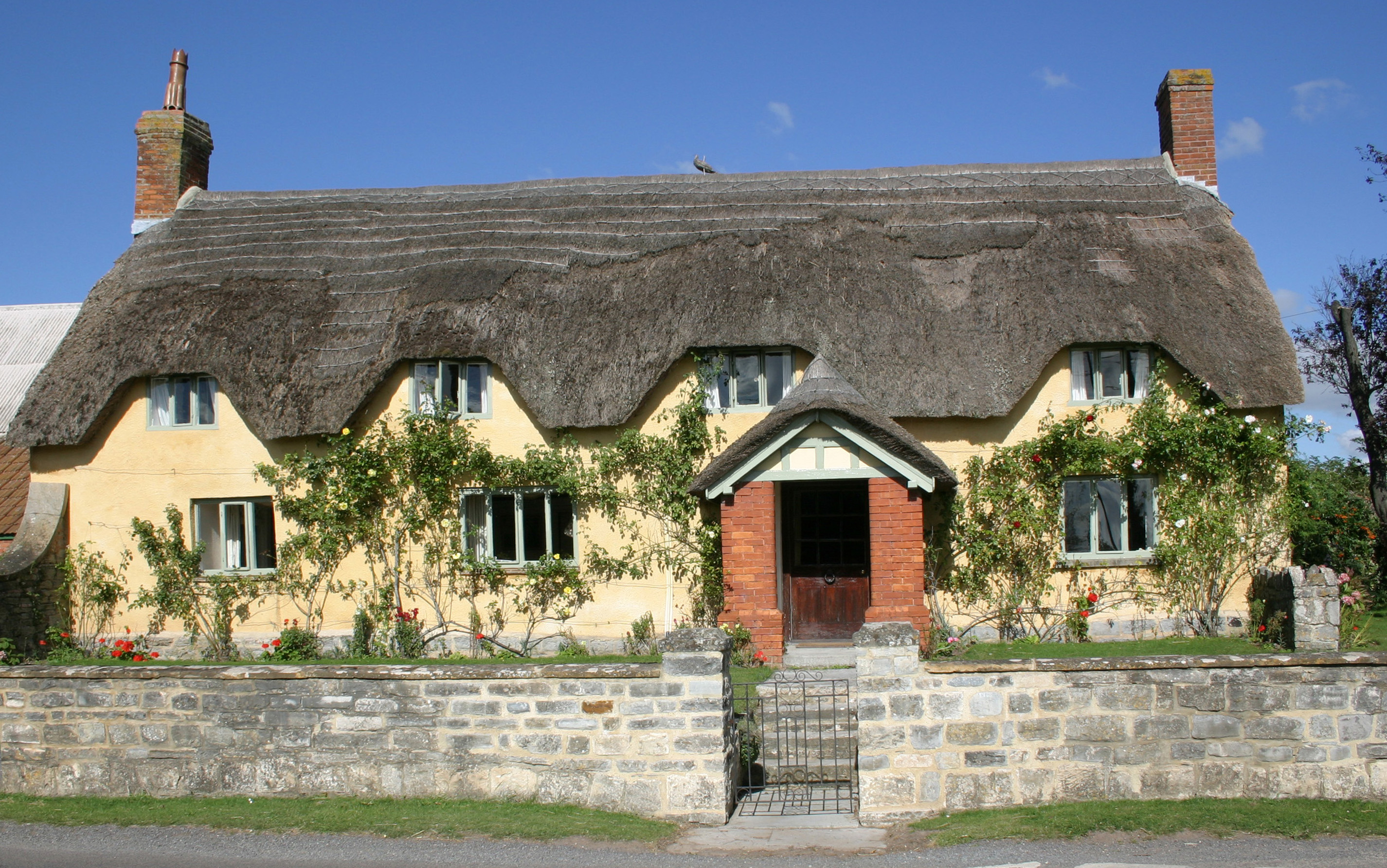
Stathe
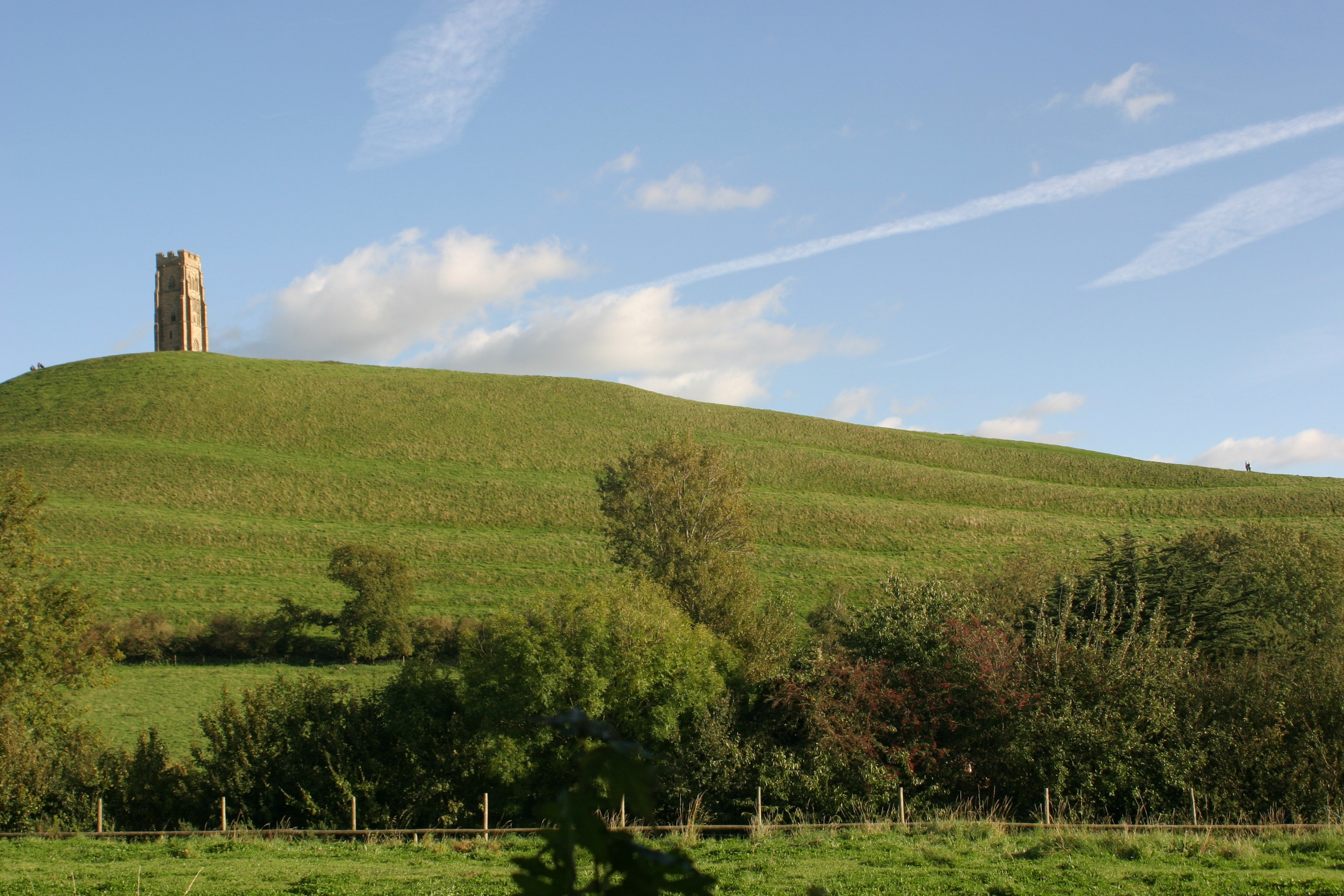
Glastonbury Tor
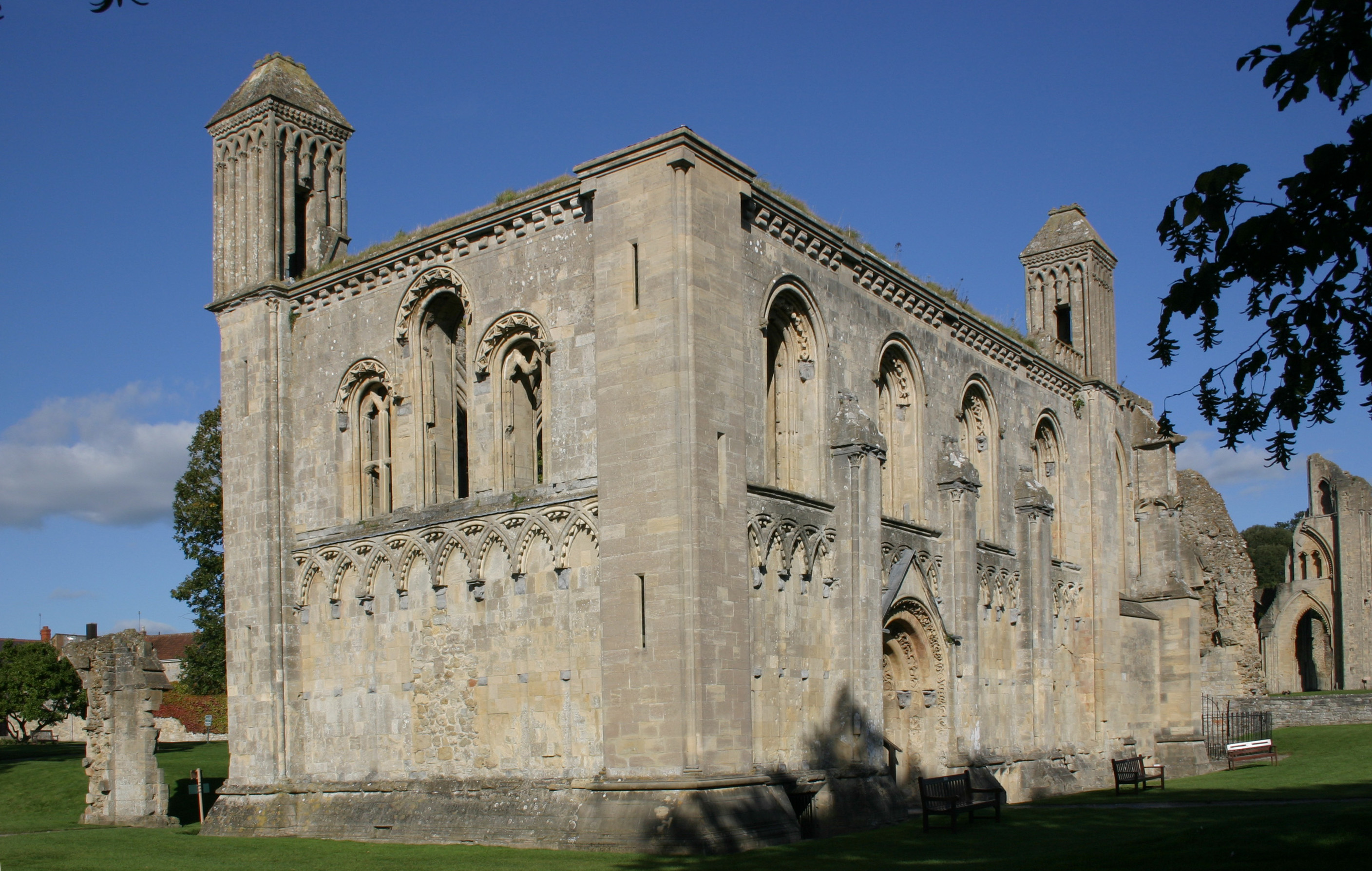
Glastonbury Abbey
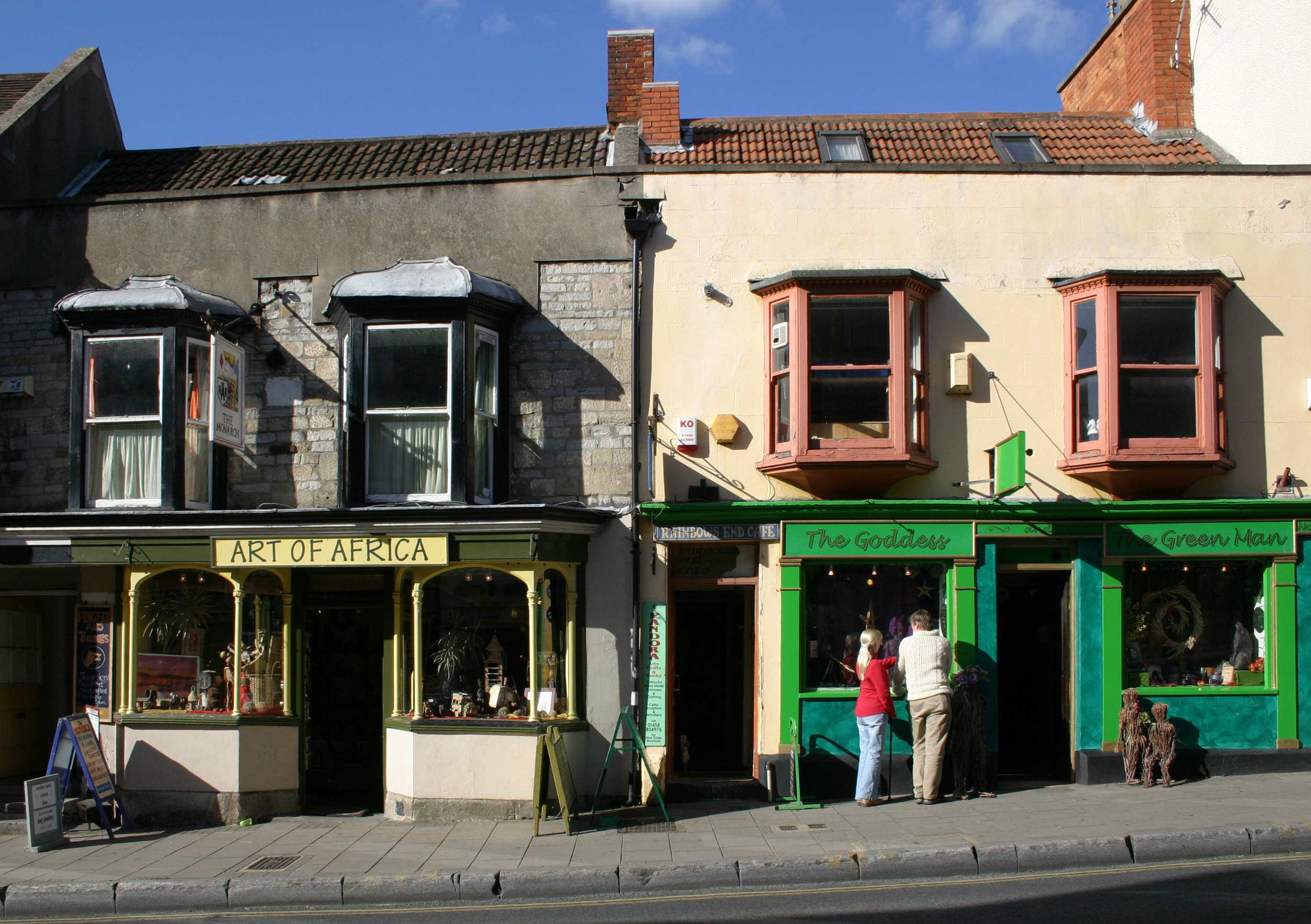
Glastonbury
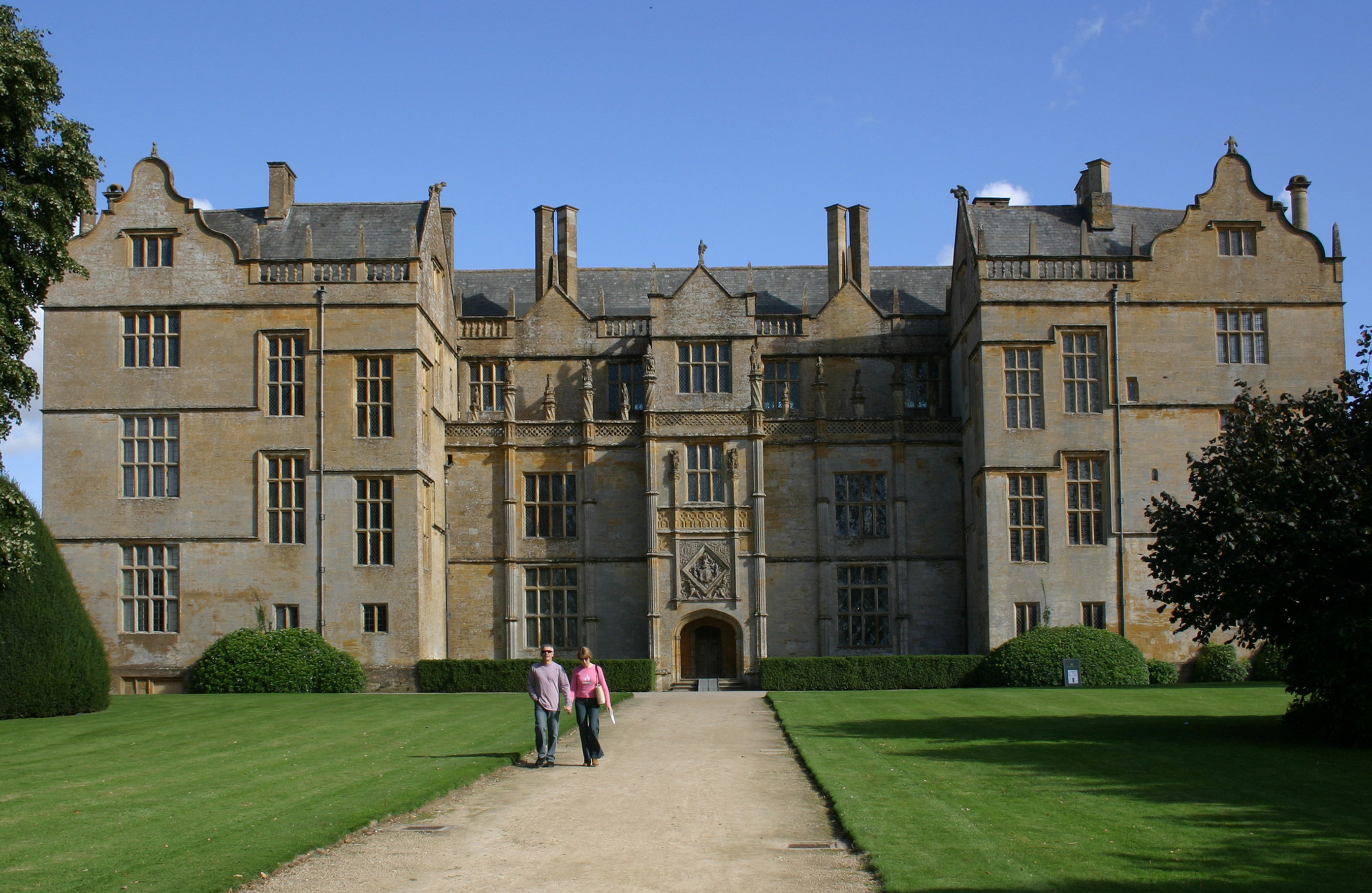
Montacute House
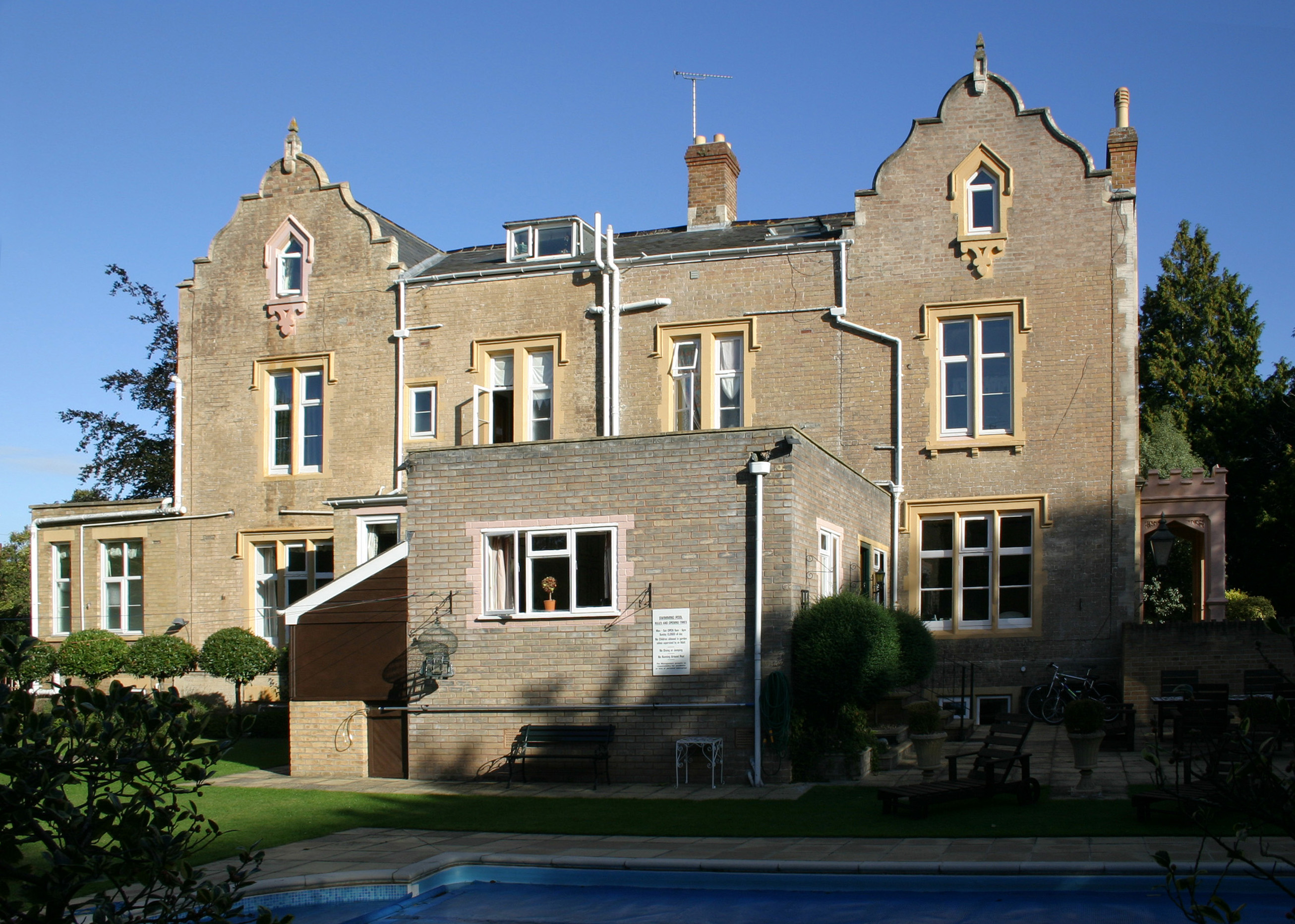
Taunton
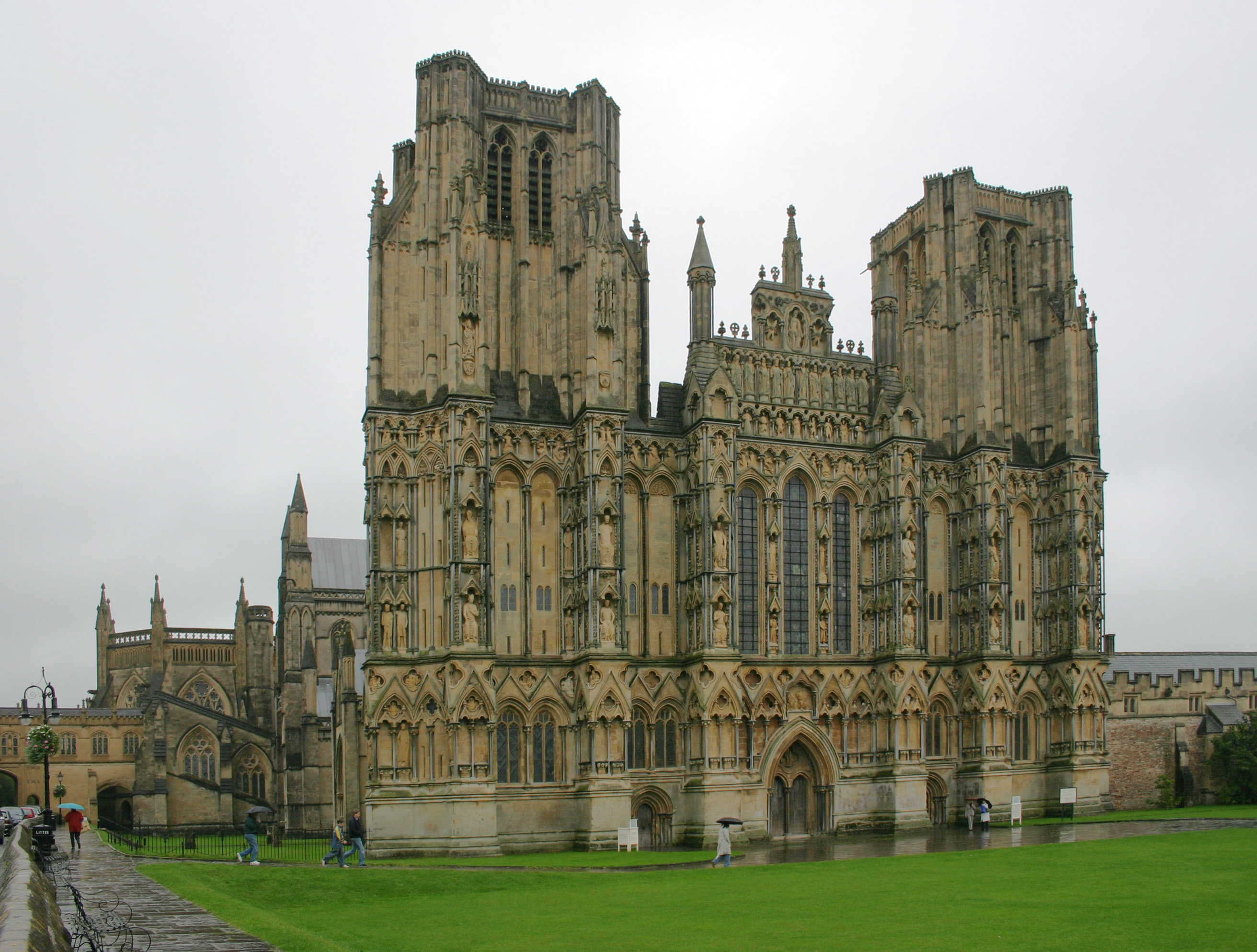
Wells
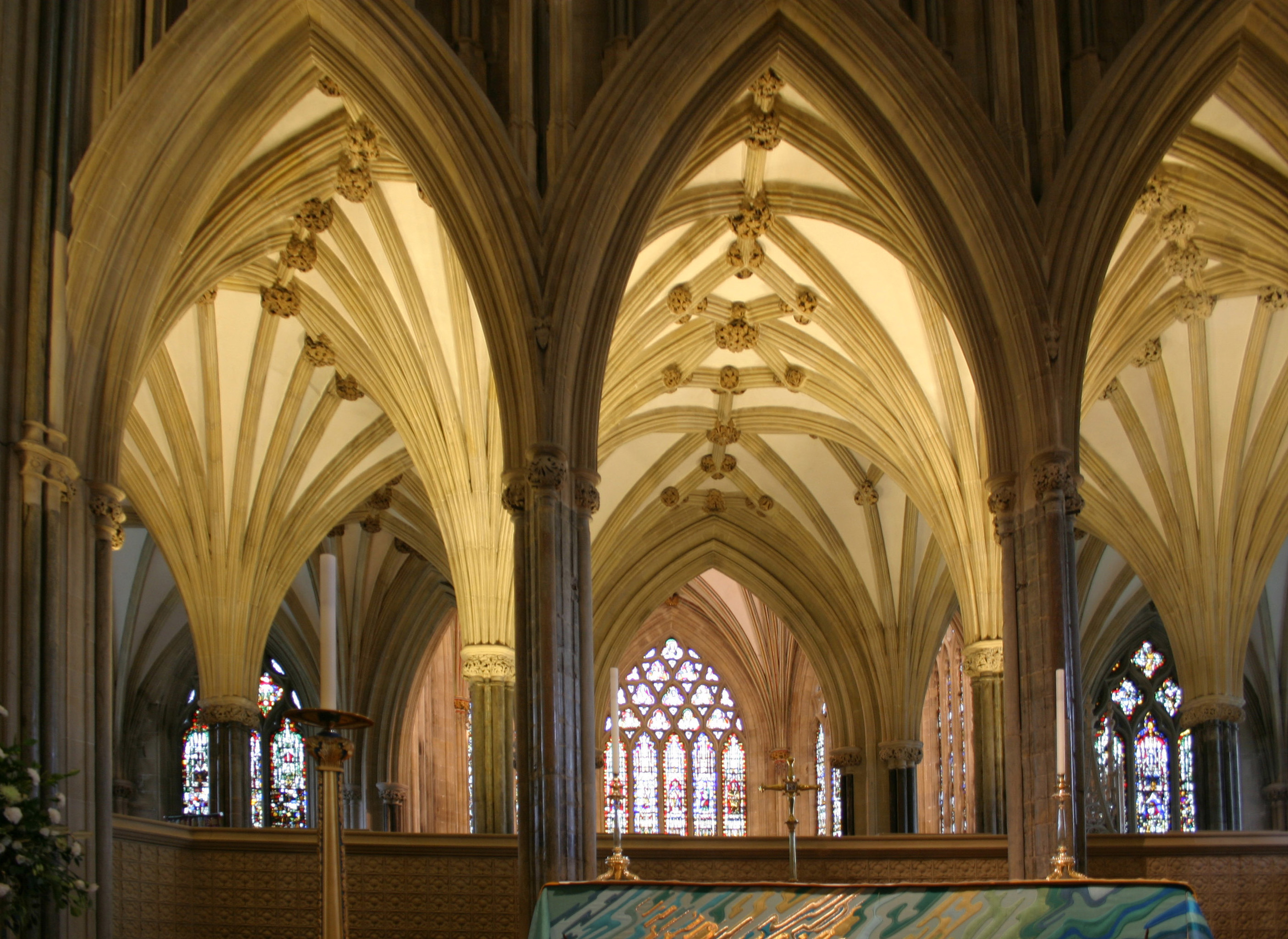
Wells

## 外部連結
- （英文）森麻實郡議會 （页面存档备份，存于）

51°00′52″N 3°06′11″W / 51.01444°N 3.10306°W